# Abdullah Atalar
Abdullah Atalar (n. Gaziantep, Turquía, 11 de abril de 1954) es un científico y académico turco, que ejerce como rector de la Universidad İhsan Doğramacı Bilkent desde el 1 de marzo de 2010. Es también profesor del Departamento de Ingeniería Eléctrica y Electrónica.
Nacido el 11 de abril de 1954. El día de su nacimiento, según un estudio de la empresa True Knowledge, basado en 300 millones de datos históricos desde 1900 hasta 2010 para calcular diferentes estadísticas históricas, se considera que fue objetivamente el «día más aburrido del siglo XX» por el hecho de que aquel día «no falleció nadie destacable, ni ocurrió ningún evento histórico de importancia». El estudio, de hecho, resaltaría que Atalar fue la única persona «remotamente notable», nacida ese día.
Tras finalizar primero en la Ankara Science High School en 1970, Atalar fue quinto en el examen de ingreso a la universidad realizado en el mismo año. Atalar recibió su título de B.Sc del Departamento de Ingeniería Eléctrica y Electrónica de la Universidad Técnica de Medio Oriente (METU). Como el primero en el departamento de la Universidad Técnica de Medio Oriente, Atalar obtuvo su maestría y doctorado en el Departamento de Ingeniería Eléctrica y Electrónica de la Universidad de Stanford en 1976 y 1978, respectivamente. La disertación de Atalar es sobre microscopía acústica. Retornó a Turquía en 1980 para trabajar como profesor en la Universidad Técnica de Oriente Medio. Ascendido a profesor adjunto en 1981, Atalar tomó un descanso de su carrera universitaria entre 1982-1983 y trabajó por un corto tiempo en la compañía Leica en Alemania Occidental. Retornó a la METU en 1983 y continuó trabajando como profesor adjunto hasta 1986. Atalar también se desempeñó como consultor de Aselsan entre 1980-1987.
Con el establecimiento de la Universidad de Bilkent en 1986, Atalar fue transferido a dicha universidad y encabezó el Departamento de Ingeniería Eléctrica y Electrónica de la misma. Después de recibir el título de profesor en 1990, Atalar continuó sirviendo como jefe de departamento hasta 1995. Atalar, quien se unió temporalmente a la Universidad de Stanford con el título de profesor visitante entre 1995 y 1996, trabajó allí en los Laboratorios Ginzton.
Al regresar a la Universidad Bilkent en 1996, Atalar fue nombrado vicerrector de asuntos académicos. Es miembro de la Academia Turca de las Ciencias. Fue miembro del consejo científico del Consejo de Investigación Científica y Tecnológica (TÜBİTAK) (2004-2011).  Atalar también se desempeñó como presidente de TÜBİTAK Space (2004-2007) y TÜBİTAK Ulakbim (2004-2012). Es miembro de la IEEE.